# شولوتل

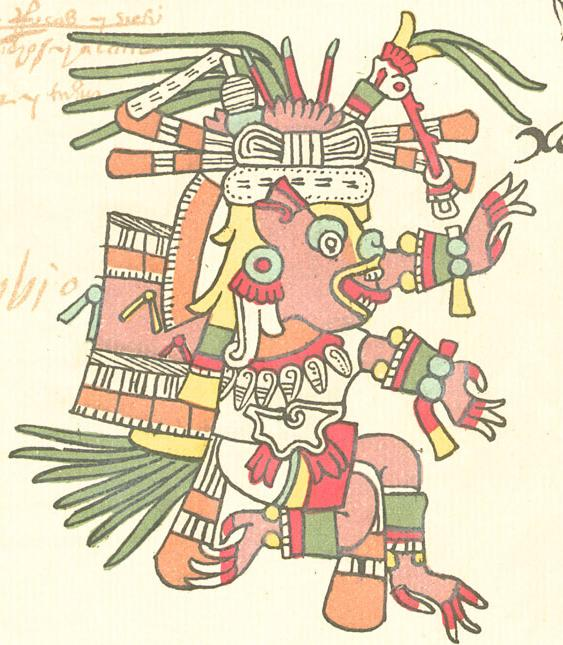
شولوتل در مستندات تلریانو-رمنسیس.

در اسطوره‌شناسی آزتک، شولوتْل (تلفظ به ناواتل: [ʃolotɬ])، ایزد همراه با رعد و برق و آذرخش، و همینطور ایزد همراه با مرگ بود.

## معرفی
اگر چه شولوتل را اغلب در ارتباط با عالم زیرین (دنیای اموات یا مُردگان)، به تصویر کشیده‌اند، امّا وی را هرگز نمی‌توان یک سایکوپمپ در مفهوم غربی آن به‌شمار آورد. با این حال، شولوتل، در زندگانی پس از مرگ شماری از اسطوره‌ها، کمک‌های بسیاری را به مردگان در سفر خود به میکتلان نمود.
شولوتل همچنین خدای آتش و همینطور خدای بداقبالی یا شانس بد نیز، به‌شمار می‌آمد. او با کوئتزال کواتل دوقلو بود، و هر دوی آنها، جفتی بودند که فرزندان کواتلیکوئه باکره به‌شمار می‌آمدند. وی همچنین تجسمی تیره و تار از شخصبت ونوس [یا زهره یا ناهید]، ستاره شامگاهی بود. وی نگهبانی از خورشید را، هنگامیکه در شب به عالم زیرین (دنیای مردگان) فرو می‌رفت، بر عهده داشت. او همچنین به کوئتزال کواتل در برآوردن نوع بشر و آتش، از عالم زیرین یاری رساند.
در آثار هنری، شولوتل به صورت یک اسکلت، یا به صورت مردی با سر سگ، یا به صورت یک حیوان غول آسا با پاهای برعکس به تصویر کشیده شده‌است. او همچنین به عنوان حامی و پشتیبان توپ بازی مزوآمریکایی شناخته می‌شد. او در همراهی با شوکوتل به عنوان خدای آتش آزتک‌ها نیز، معرفی شده‌است.

## ارتباط با شولویتزکوئینتله
شولویتزکوئینتله که نام رسمی سگ بی موی مکزیکی است (این سگ در اسپانیا نیز، با عنوان پِرّو پلون مکزیکانو شناخته می‌شود)، به لحاظ نژاد، از نژاد بومی وابسته به خانواده‌ای از سگهای نواحی مرکزی آمریکا می‌باشد و قدمت آن به دوران قبل از کلمبیایی می‌رسد. این نوع سگ، که یکی از انواع متعدد نژادهای سگ ِ بومی آمریکا می‌باشد، اغلب با سگ بی موی پرویی اشتباه گرفته شود. امّا نام شولویتزکوئینتله که بر روی این سگ نهاده شده، در واقع به شولوتل اشاره می‌کند، چراکه به لحاظ اسطوره شناختی، یکی از مأموریت‌های این سگ، همین بود که مردگان را در سفر خود به ابدیت همراهی نماید. امّا به رغم چنین جایگاه برجسته‌ای که شولویتزکوئینتله در میان اساطیر دارد، گوشت این سگ، بخش عمده‌ای از رژیم غذایی برخی از مردمان باستانی این منطقه را تشکیل می‌داد.

## ارتباط با کتسال کواتل
دکتر آلفونسو کاسو، مردم شناس و مکزیک‌شناس مکزیکی، دربارهٔ کتسال کواتل می‌نویسد:
وی ایزد باد، زندگی، بامداد، سیاره ناهبد، تؤامان و غولهاست و به نام‌های مختلف همچون إئِکاتل یا اهه کاتل (ایزد باد)، تلاویسکالپانته کوتلی (ایزد سیاره ناهید)، سه آکاتل و شولوتل (همزاد ناهید، ایزد همزادها و غول‌ها) نامیده شده‌است.
معنای تحت‌اللفظی کلمه کتسال کوال، «مار ِپَردار» است، ولی می‌توان آن را جفت باارزش نیز، معنی کرد، به این دلیل که ستارهٔ بامداد و مغرب هر دو یکی است؛ زیرا ناهید در سپیده دمان توسط کتسال کوال و در غروب توسط برادر توامان خود، شولوتل ظاهر می‌شود. و به همین علت است که تلاویسکالپانته کوتلی، با دو چهره (چهره انسان زنده و چهره جمجمه) دیده می‌شود. برابری ستاره سحری و غروب، موجب پیدایش اساطیر بسیاری شده‌است و تقریباً تمامی آن‌ها در رابطه با کتسال کواتل است.
همچنین خورشید شبانه نیز به مظاهر کتسال کواتل تعلق داشت و در واقع در مظهر خویش، به منزلهٔ شولوتل بود که از چنگ ایزد مردگان موسوم به میکتلان تکوتلی می‌گریزد تا از قربانی شدن جان به در برد. آن گاه وی به زیر زمین [احتمالاً مقصود همان دنیای زیرین است] رفت و بشر را خلق کرد.

## روایت افسانه‌ای
در برخی روایات اسطوره‌ای به نام شولوتل اشاره شده‌است که روایت ذیل از آن نمونه‌است:
.... ناهید خشمناک شد و پیکانی به سوی او (خورشید) افکند، ولی او، آن را گرفت و ابتدا ناهید و سپس ستارگان دیگر، از جمله شولوتل، برادر همزاد ناهید را کشت. این همان ستاره‌ای است که گاهی پیش از ستارگان دیگر و گاه بعد از آنها، در نور آفتاب ناپدید می‌شود، امّا چون شولوتل ایزد همزادها و غول‌ها بود و مُردن ِجادوگر به آسانی صورت نمی‌گیرد؛ ابتدا به ماگی، سپس به ذرت، هیولا و عاقبت به آشولوتل، یعنی همان حیوانی مبدل شد که در بعضی از دریاچه‌های شمالی به سر می‌برد و گوشتش خوردنی است.

## نگارخانه

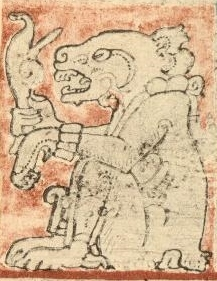
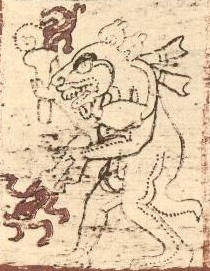
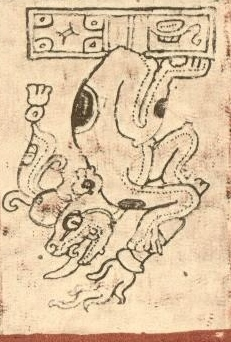